# Borgen, Sigtuna kommun
Borgen är en ort i Odensala socken i Sigtuna kommun i Stockholms län, belägen nordöst om Sigtuna. Borgen var till och med 2005 klassad som en småort. Från 2015 avgränsas inom orten åter en småort.